# MÁV M41 sorozat
A MÁV M41 sorozat a MÁV és a GYSEV részére szállított, nem villamosított pályákra szánt, közepes terhelhetőségű, B'B' tengelyelrendezésű dízel-hidraulikus mozdony-sorozat. Leggyakoribb beceneve „Csörgő”. Új sorozatszáma: MÁV-Start 418 sorozat.

## Története
A MÁV az 1970-es évek elején nem rendelkezett megfelelő számú, a nem villamosított fővonalakon közlekedő közepes terhelésű személyszállító vonatok továbbítására alkalmas dízelmozdonnyal. Az igényelt új mozdonnyal szemben támasztott fontos követelmény volt, hogy az a 16,5 tonna tengelyterhelésű vonalakon is közlekedhessen. Ezt a követelményt a járművet gyártó Ganz–MÁVAG csak dízel-hidraulikus hajtással tudta megoldani.
A sorozat két prototípus-mozdonya - M41 2001–2002 pályaszámokon - külsőjében jelentősen eltért a szériagépekétől középfülkés konstrukciója miatt (DHM5–1)  Archiválva 2023. február 19-i dátummal a Wayback Machine-ben. A két prototípus gép tapasztalatainak értékelése után kezdődött meg a sorozatgyártás. Az M41 sorozatból 1973 és 1984 között összesen 107 darab készült M41 2101-2207 közötti pályaszámokon, valamint hét darab mozdony a GYSEV számára M41 001–007 pályaszámokkal. A GYSEV flottájában a soproni fűtőházba állomásított mozdonyok a Győr–Sopron-vasútvonalon közlekedtek, majd a vonal 1987-es villamosításakor a MÁV állományába kerültek át M41 2208–2214 pályaszámokon. Összesen kilenc altípus készült. A mozdonyokat három különböző forgóvázzal gyártották, nagyobb, jelentősebb eltérés nincs az altípusok között. A két egy vezetőhelyes kísérleti példány külön típust képviselt.
| Pályaszám            | Gyári sorozatszám |
| -------------------- | ----------------- |
| 2101-2105            | DHM7–1            |
| 2106-2115            | DHM7–2            |
| 2116-2125            | DHM7–3            |
| 2126-2135            | DHM7–4            |
| 2136-2150            | DHM7–5            |
| 2151-2172, 2208-2209 | DHM7–6            |
| 2173-2181, 2210-2211 | DHM7–7            |
| 2182-2194, 2212-2213 | DHM7–8            |
| 2195-2207, 2214      | DHM7–9            |

A mozdonysorozat jól bevált elővárosi forgalomban ingavonatok továbbításában is, a BDt betűjelű vezérlőkocsik 82-27 sorozatú, 100-as pályaszámcsoportú tagjainak alkalmazásával. M41-es mozdonyok a nem villamosított fővonalakon és egyes mellékvonalakon gyakran láthatóak. Ma[mikor?] összesen 73 darab közlekedik belőlük.
A mozdonyok uralmát a vasút villamosítás törte meg. Nyugat-Magyarországon először 2000-ben a Székesfehérvár–Szombathely-vasútvonal villamosításával, majd 2002-ben következett a Sopron–Szombathely-vasútvonal, ahol az üzemet a Csörgőktől a GYSEV V43 vették át. A GYSEV tovább terjeszkedett és villamosított, a Szombathely–Szentgotthárd-vasútvonal 2006-os átvétele után négy évig még bérelt néhány Csörgőt 2010-ig. Ugyanebben az évben a Bajánsenye–Zalaegerszeg–Ukk–Boba-vasútvonal villamosítása száműzte a mozdonyokat Zalaegerszegről.
2016. június elsején nagyobb mennyiségben selejteztek a mozdonyból.
Exportra a OSE számára DHM7 jellegű, a Tunéziai Vasút (SNCFT) számára DHM11, DHM13 és DHM14 jellegű mozdonyok készültek.
Görögországba 11 mozdony jutott el: a mozdonyok az A251–A261 pályaszámot kapták. Gyártásuk a magyar gépekkel párhuzamosan zajlott, a megegyező kivitel miatt különösebb gondok nélkül. Érdekesség, hogy a görög exportra készülő mozdonyok eredetileg az 1973–1983 gyári számokon mentek volna ki, ám valószínűleg valamiféle keveredés miatt mégsem valósult meg pontosan így (konkrétan ebből az intervallumból való az M41 2202 (gysz. 1982), az M41 2203 (gysz. 1981) és az M41 2205 (gysz. 1983) is). Az OSE a 11 mozdonyhoz 10 db, a MÁV BDt 100-as sorozatával megegyező vezérlőkocsit is rendelt. Az ingavonati üzem nem tartott sokáig, mert a vonatok többi betétkocsijai régi OSE-kocsik voltak, amiket utólagosan szereltek fel a távvezérléshez szükséges kábelekkel, a silány munka eredményeként azonban a vezérlés sokszor kiesett. Így azok poggyászteres másodosztályú kocsikként közlekedtek egészen forgalomból kivonásukig. A mozdonyok is hasonló sorsra jutottak: az utolsó magyar szállítással teljesen megegyező kivitelű (DHM7–9) gépeket a vasút minduntalan túlterhelte, valamint a járművek bizonyos szempontokból inkább a magyar igényeknek feleltek volna meg, semmint a görög igényeknek. Az utolsó mozdonyt (A255) 2005-ben vonták ki a forgalomból.
Tunézia két szállításban rendelt 3 sorozatot: az első szállítás DHM11-esei voltaképpen a DHM7 1000 mm-es nyomtávú, az M41 2145-ön alkalmazott kísérleti forgóvázzal felszerelt, illetve kifejezetten az afrikai forgalomra készített változatai voltak. A második szállításban a gépek erősebb motorral lettek felszerelve, valamint kisebb módosításokat is végeztek rajtuk az előző kivitelhez képest (gyakorlatilag egy kifejezetten expresszvonati változatról van szó). A kétféle gyári jelleg az eltérő nyomtávra (1435 és 1000 mm-es kivitelek) utalt.

## Eredeti kivitel

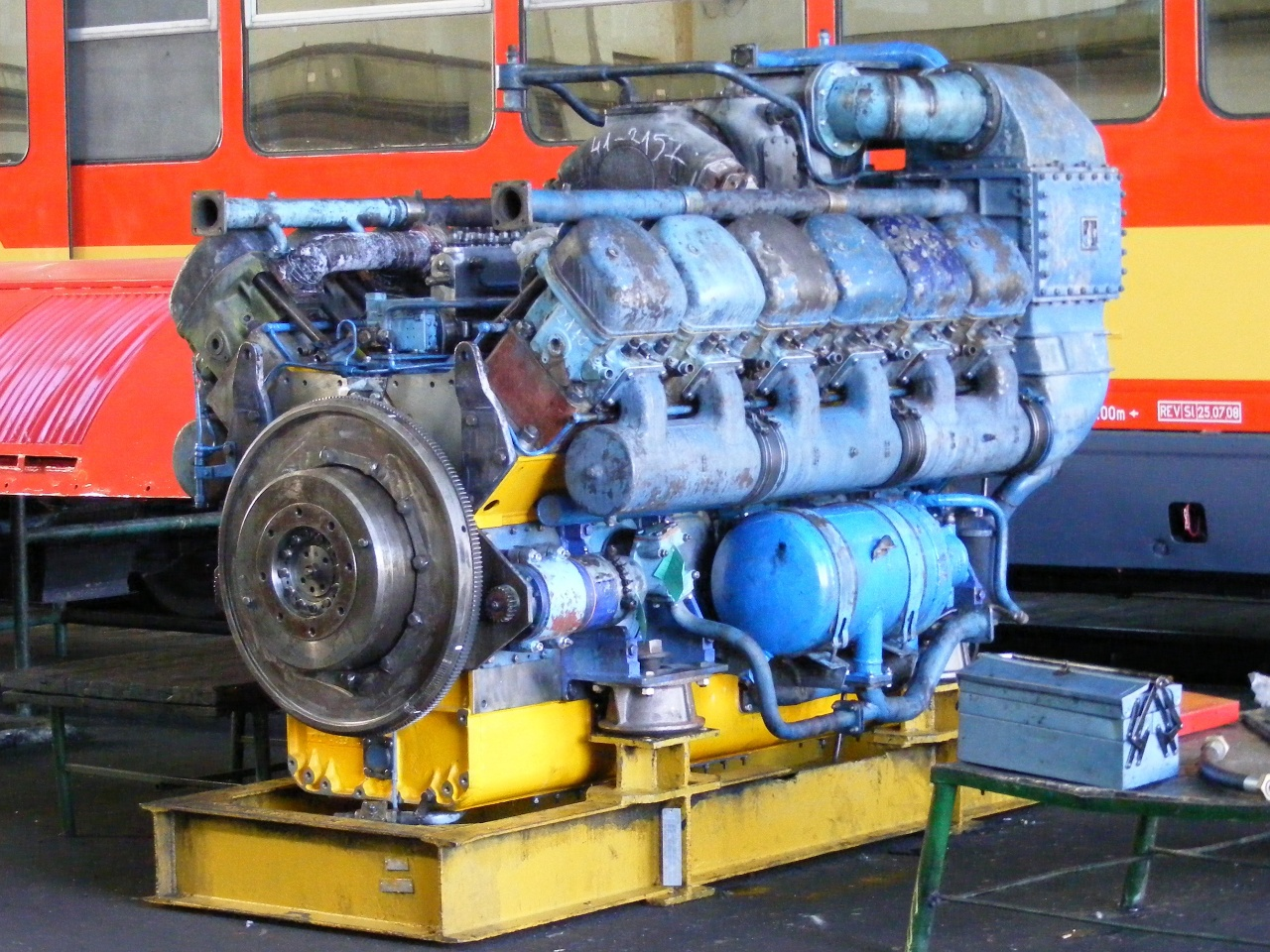
A mozdonyokba épített hagyományos kivitelű dízelmotor

A mozdonyba épített négyütemű, 12 hengeres, V hengerelrendezésű, alulvezérelt, felülszelepelt, hengerenként négy szeleppel ellátott, Brown-Boveri feltöltővel felszerelt dízelmotort a francia SEMT-Pielstick gyár licence alapján építették be. A dízelmotor egy irányváltóval egybeépített, két nyomatékmódosítóból álló hidraulikus hajtóművet hajt egy gyorsító áttételen keresztül. Az irányvégállásokat az EP szelepek állítják be. Ezek a következők: résztöltés, ami 10 km/h sebességre gyorsít, beforgató, A irány, B irány. A kerékpárok kardántengelyes meghajtásúak, minden tengelyen van tengelyhajtómű. A fűtés be-ki kapcsolható bármely menetfokozatban. A mozdonyba épített háromfázisú szinkrongenerátor a dízelmotorról kapja a hajtást. A villamos vonatfűtés részére 250 kW fűtési teljesítmény áll rendelkezésre. A fűtési teljesítmény korlátozható. Működtethető 950 fordulat/perc fordulatszámon, ami vonattovábbításnál célszerű, vagy 1200 V feszültségen, ami előfűtésnél alkalmazható. Fűtési alapfordulat 1050 fordulat/perc. Ahhoz, hogy a mozdonyt üzembe helyezzük, szigorúan be kell tartani az ellenőrzéseket. Meg kell vizsgálni a féket, a jelzőlámpákat, a befecskendezőszivattyú, a motor, a hajtómű, és a légsűrítő olajszintjét. Indítása a géptéri indítószekrényen lévő gázolaj gomb benyomásával kezdődik. 1bar gázolajnyomásnál a jelzőlámpa kialszik. Aztán 10 másodpercig nyomva kell tartani az indító gombot, szükség esetén a start-pilot gombot kell működtetni. Mindezek után ki kell választani a megfelelő vezetőállást. Az üzemkulcsot M állásba tenni, a mozdony lámpáit a helyzetnek megfelelően felkapcsolni, hajtóművet bekapcsolni, irányt beállítani, a D12 fékezőszelepet kinyitni, a kiegészítő féket oldó állásba tenni. A jármű jellegzetes hangját avatott fül akár 15 km távolságról is meghallhatja. A motor zaja indulásnál a legerősebb, ezért kapta a „Csörgő” nevet.

## „Okoska” Csörgők

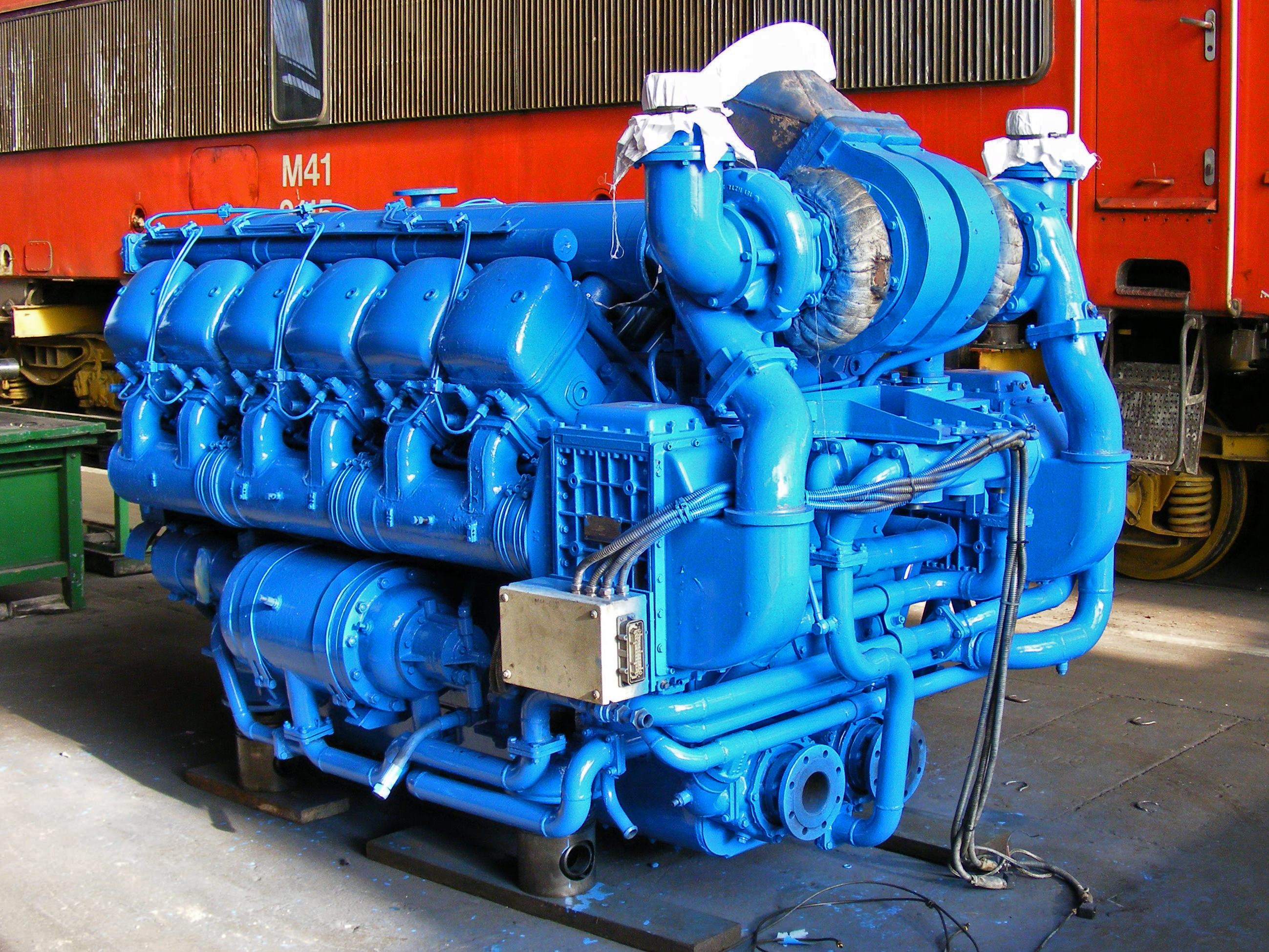
Az ,,Okoska" Csörgők átépített dízelmotorja

Az 1990-es évek közepén a MÁV a mozdonyokban működő dízelmotorokat némiképp korszerűsíteni kívánta, mivel azok fokozatosan mutatták az elhasználódás jeleit. A korszerűsítés keretén belül 30 Csörgő újulhatott meg. A Ganz Motor Kft.-vel valamint a Megatechno Rt.-vel létrejött megállapodás értelmében új szállítású dízelmotorokat építettek be a Szolnoki Járműjavítóban felújított mozdonyokba. Az új motor alapjaiban megegyezett a korábbival, ám a szívó- és kipufogórendszer, valamint a fordulatszám-szabályozás eltért a korábbitól. A motor hengersoronként új turbófeltöltőt kapott, így a korábbi egyetlen nagyobb méretű feltöltő helyett két kisebbet helyeztek el. A befecskendezőszivattyú töltésállítását egy új elektronikus aktuátor végzi. Az aktuátor működését és karbantartását tekintve is lényegesen egyszerűbb szerkezet a régi regulátorhoz képest. Az így korszerűsített dízelmotort egy elektronikus motorvezérlő egység ellenőrzi és vezérli. A berendezést számítógéppel programozták fel a mozdony eredeti adottságaihoz igazítva.
Az átépített mozdonyok teljes külső-belső felújításon estek át, amely során a vezetőfülkék hang- és hőszigetelését némiképp javították. A mozdonyvezetők számára hűtőszekrényt építettek be az egyik fülkébe. A mozdonyok főbb gépészeti egységei is teljes generálon estek át. Az ,,A" oldali vezetőállás hátfalába egy digitális kijelzőt építettek, amely szöveges formában tájékoztatott a dízelmotor főbb üzemi paramétereiről és hibáiról. Az ,,Okoska" Csörgők külső megjelenésükben nem változtak a hagyományos társaikhoz képest. Üzemeltetésük és vezetésük nagyrészt megegyezik a hagyományos mozdonyokéval.
A kezdeti üzemben hamar kiderült, hogy a motorvezérlő túl gyorsan futtatja fel a dízelmotort, ezért az egységek vezérlőprogramját némiképp módosították. Ez meglehetősen feltűnő volt a mozdonyok felett gyorsításkor megjelenő terjedelmes füstfelhő miatt. A látványos jelenség a dízelmotor egyes alkatrészeit is káros mértékben igénybe vette. A korszerűsítés lényegében sikeresnek tekinthető, az átépített példányok nagy része ma is üzemel. Az egyes komfortjavító újítások (pl. hűtőszekrény beépítése) pedig a későbbi kisebb-nagyobb javításon átesett M41-eseken is megjelentek.
Ezek a gépek estek át az átalakításon: 2105, 2106, 2109, 2110, 2111, 2112, 2120, 2135, 2142, 2144, 2153, 2154, 2165, 2167, 2170, 2171, 2173, 2174, 2176, 2177, 2181, 2182, 2185, 2187, 2193, 2195, 2198, 2208, 2210, 2214.

## Remotorizált kivitel (M41,23xx sorozat)

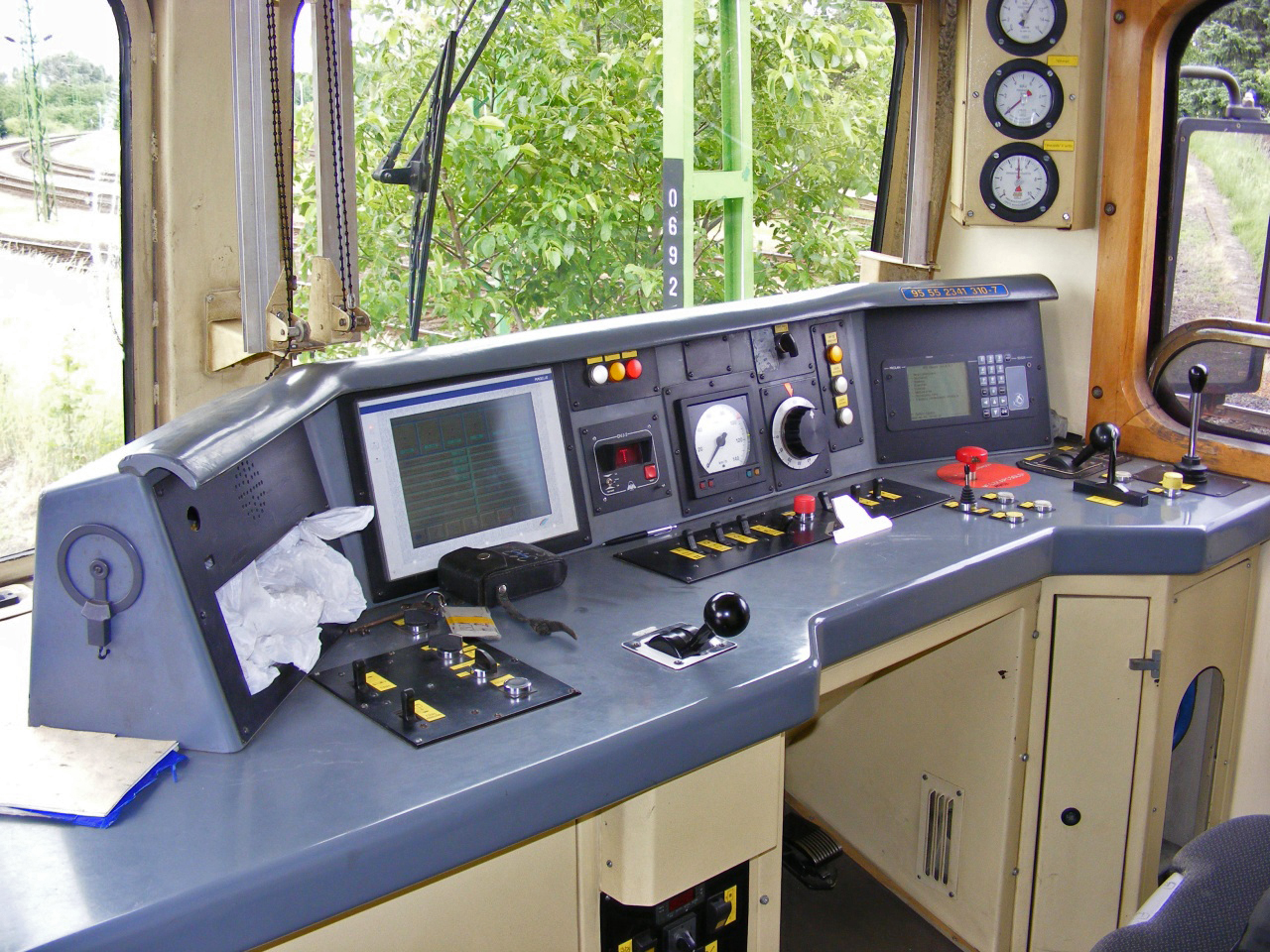
A remotorizált mozdonyok vezetőasztala

2002-ben két M41-es mozdonyba - nagyjavításuk során - kísérletképpen új dízelmotorok kerültek, melyek környezetbarátabb és halkabb konstrukciók, mint az eredeti. Az új, 23xx-as pályaszámcsoportú gépek két "prototípusa" közül az M41 2301 pályaszámúba Caterpillar 3516B DI–TA SC típusú dízelmotor, az M41 2302 pályaszámúba pedig MTU 16V 4000 R40 típusú került. Az előbbi konstrukció jobban bevált, így az utánuk 2004-2008 között remotorizálásra került 33 darab M41-es mozdony - M41 2303–M41 2335 pályaszámokon - is Caterpillar motort (CAT 3512B HD SC) kapott. A Caterpillar dízelmotor csendesebb és jellegtelenebb hangja miatt a felújított mozdonyok a „Hörgő” becenevet kapták.

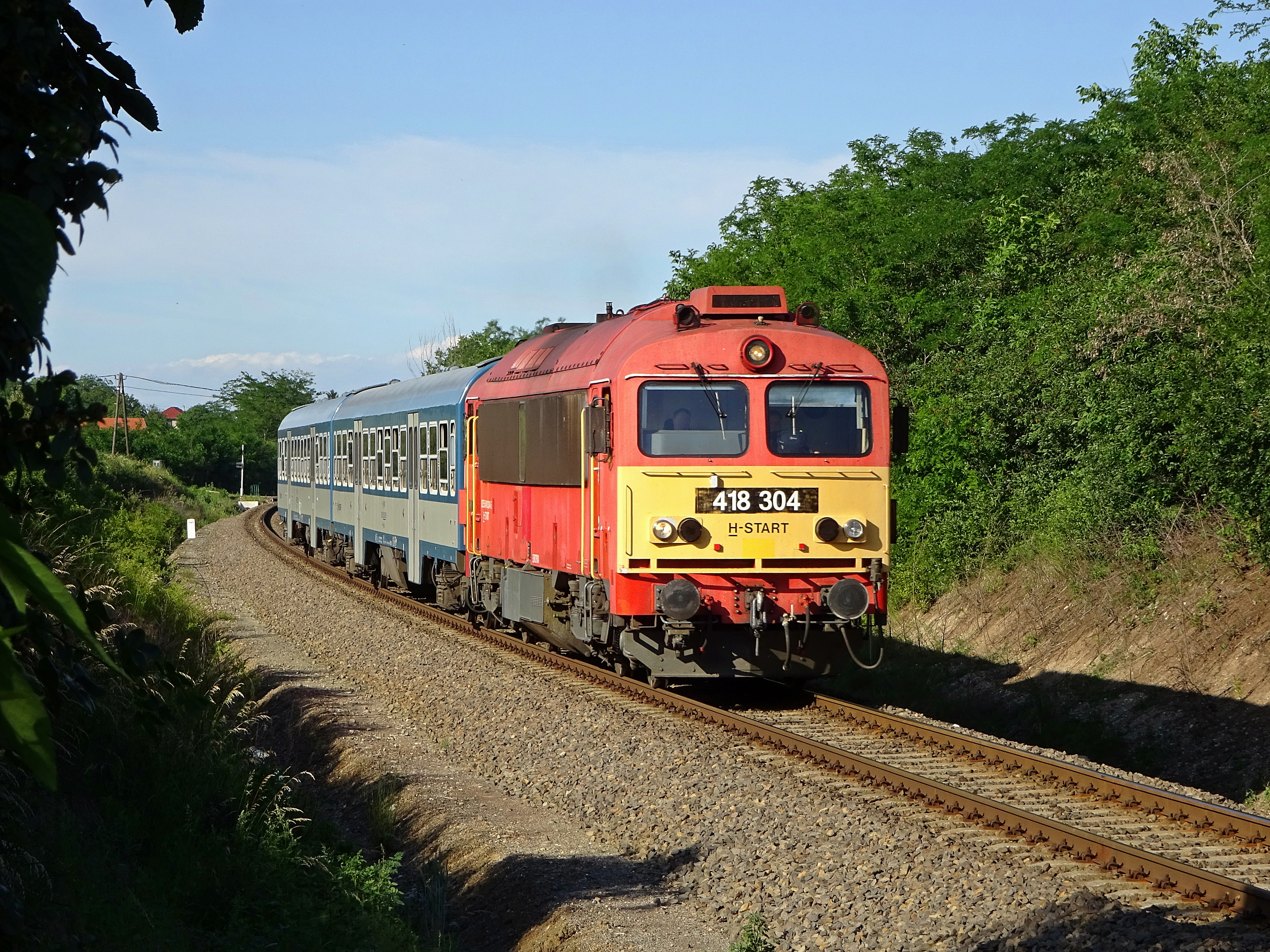
Remotorizált M41-es Szeginél

A korszerűsítési programban új elektronikus mozdonyvezérlőt építettek a mozdonyokba, amelyet mindkét vezetőálláson egy grafikus képernyővel láttak el. A berendezésen a mozdony legtöbb üzemi paramétere leolvasható numerikus és grafikus formában. A kijelzőn jelennek meg a figyelmeztetések, hibaüzenetek, tiltások is. A remotorizáció során a vezetőfülkéket Webasto gyártmányú klímaberendezéssel látták el, amely a forró nyári napokon nem mindig képes a hőmérsékletet megfelelően csökkenteni. A hagyományos Csörgőkben a hidraulikus hajtómű maximális behajtó fordulata 1500 fordulat/perc volt, viszont a Caterpillar dízelmotoroké 1800 fordulat/perc. A dízelmotor jobb teljesítménykihasználtsága érdekében a hajtóművek behajtó fogaskerék-áttételét módosították a magasabb fordulathoz, így lehetővé vált a dízelmotor teljesítményének maradéktalan kiaknázása. A géptérben kapott helyet az új hőntartó berendezés is, amely a hűtővíz téli melegen tartásáról gondoskodik. Ugyancsak a géptérben kapott helyet a segédagregát, amely az akkumulátorok töltését és a hőntartó energiaellátását biztosítja álló főmotornál. Az átépítés során a karosszéria lemezelését csaknem teljes egészében kicserélték, amelyet jó minőségű bevonattal láttak el. A vezetőasztalokat teljes egészében átépítették. A kontroller-kereket menetszabályozó kar váltotta. A mozdonyok fékrendszere is jelentősen módosult, így a korábbi pneumatikus fékezőszelepek helyett elektronikus berendezések kerültek kialakításra. A mozdonyok UFB forgóvázai eredeti, változatlan kivitelűek maradtak. A sorozatpéldányok nagyobb méretű szélvédőket kaptak.
A remotorizált Csörgők Szombathely, Székesfehérvár, Miskolc és Debrecen fűtőházához kerültek szétosztásra, így gyakorlatilag bárhol lehet találkozni velük. A székesfehérvári mozdonyok számára külön kihívást jelent nyaranta a megnövekedett hosszúságú észak-balatoni vonatok továbbítása. A feszített menetrendben, gyakorta késéssel közlekedő és mindenütt megálló vonatok továbbítása néhány év elteltével kikezdte a remotok gépezetét is. Az utóbbi években a zavartalanabb kiszolgálás érdekében Miskolcról és Debrecenből a nyári hónapokra kölcsön gépek érkeznek a fehérváriak kisegítésére.
A Hörgők közül a két prototípus (2301 és 2302) sokat küszködik műszaki problémákkal. Ezek kijavítására többször történt már kísérlet, de napjainkra egyre kevesebbet üzemelnek. Kirívó esetet képez a 2317-es példány sorsa, amelyet egy súlyos motorsérülést követően nem állítottak helyre. Napjainkban[mikor?] is a szombathelyi dögsorban számos alkatrészétől megfosztva vár sorsára. 2019-ben végül felújították, és szolgálatba állt, azóta is a 10-es (Győr–Celldömölk) vasútvonalon forog.
A remotorizált gépek a következő Csörgőkből lettek átépítve:
| Új szám  | Régi szám | Átalakítva          | Állomásítás    |
| -------- | --------- | ------------------- | -------------- |
| M41 2301 | M41 2207  | 2002. október 10.   | Szombathely    |
| M41 2302 | M41 2190  | 2002. november 18.  | Szombathely    |
| M41 2303 | M41 2137  | 2004. december 22.  | Debrecen       |
| M41 2304 | M41 2158  | 2004. november 18.  | Miskolc        |
| M41 2305 | M41 2192  | 2005. március 3.    | Celldömölk     |
| M41 2306 | M41 2205  | 2005. március 24.   | Miskolc        |
| M41 2307 | M41 2136  | 2004. december 30.  | Miskolc        |
| M41 2308 | M41 2180  | 2005. április 8.    | Celldömölk     |
| M41 2309 | M41 2127  | 2005. május 30.     | Celldömölk     |
| M41 2310 | M41 2161  | 2005. május 26.     | Celldömölk     |
| M41 2311 | M41 2134  | 2005. május 5.      | Celldömölk     |
| M41 2312 | M41 2196  | 2005. április 28.   | Celldömölk     |
| M41 2313 | M41 2147  | 2005. június 21.    | Székesfehérvár |
| M41 2314 | M41 2209  | 2005. június 30.    | Miskolc        |
| M41 2315 | M41 2107  | 2005. július 29.    | Szombathely    |
| M41 2316 | M41 2206  | 2005. október 27.   | Szombathely    |
| M41 2317 | M41 2151  | 2005. augusztus 19. | Szombathely    |
| M41 2318 | M41 2201  | 2005. szeptember 7. | Szombathely    |

| Új szám  | Régi szám | Átalakítva           | Állomásítás    |
| -------- | --------- | -------------------- | -------------- |
| M41 2319 | M41 2179  | 2005. szeptember 29. | Szombathely    |
| M41 2320 | M41 2184  | 2005. október 13.    | Szombathely    |
| M41 2321 | M41 2199  | 2006. augusztus 30.  | Debrecen       |
| M41 2322 | M41 2173  | 2006. szeptember 13. | Debrecen       |
| M41 2323 | M41 2113  | 2006. december 12.   | Miskolc        |
| M41 2324 | M41 2124  | 2007. május 9.       | Székesfehérvár |
| M41 2325 | M41 2111  | 2006. december 4.    | Debrecen       |
| M41 2326 | M41 2119  | 2006. november 24.   | Debrecen       |
| M41 2327 | M41 2116  | 2006. november 24.   | Székesfehérvár |
| M41 2328 | M41 2138  | 2007. április 11.    | Székesfehérvár |
| M41 2329 | M41 2212  | 2007. január 31.     | Székesfehérvár |
| M41 2330 | M41 2176  | 2007. február 28.    | Székesfehérvár |
| M41 2331 | M41 2214  | 2006. december 20.   | Székesfehérvár |
| M41 2332 | M41 2141  | 2007. április 24.    | Székesfehérvár |
| M41 2333 | M41 2169  | 2007. december 19.   | Debrecen       |
| M41 2334 | M41 2182  | 2008. március 26.    | Miskolc        |
| M41 2335 | M41 2186  | 2007. december 13.   | Miskolc        |

## Eredeti festés

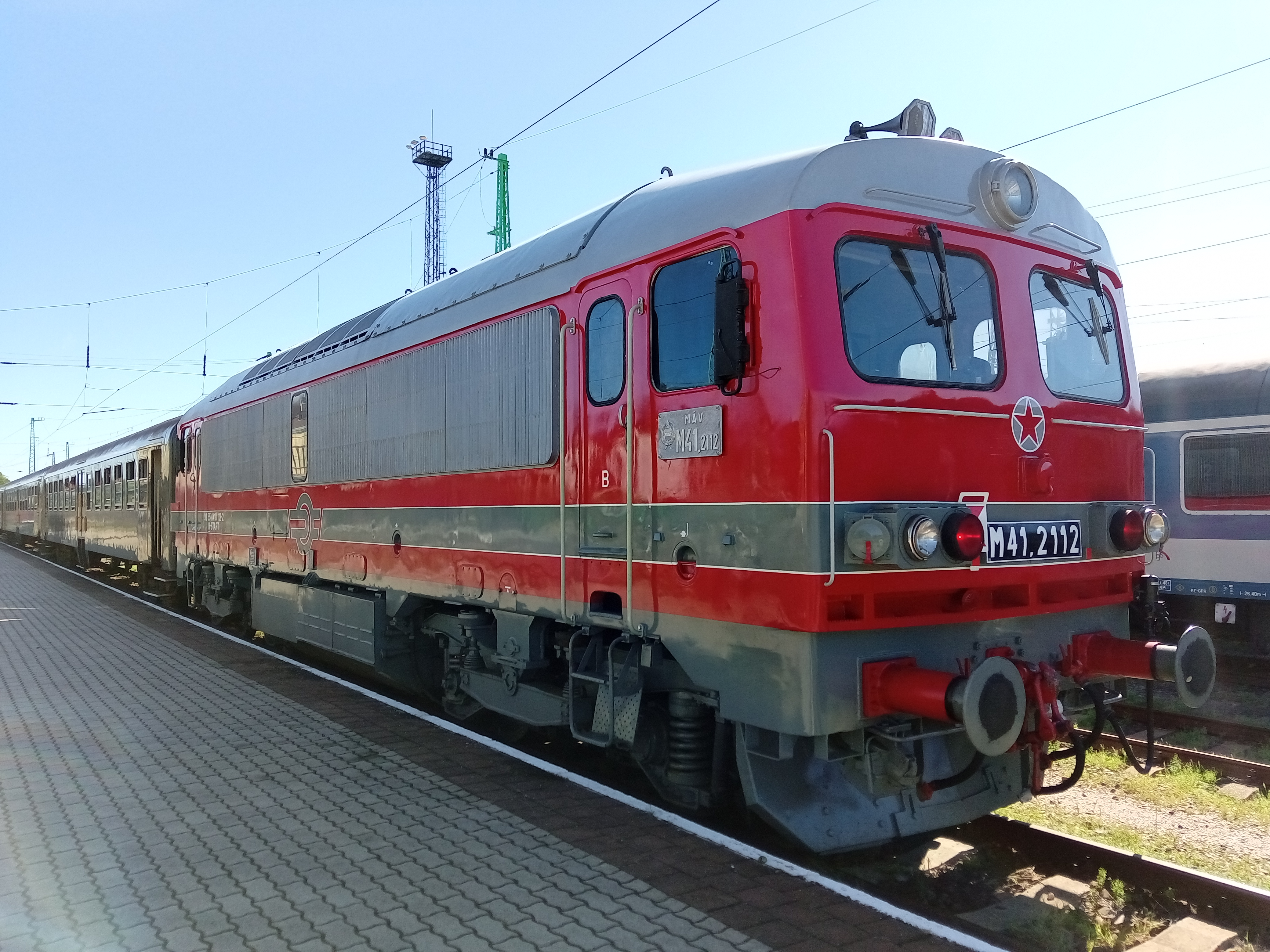
M41-es retróvonat mozdonyaként Pécsen

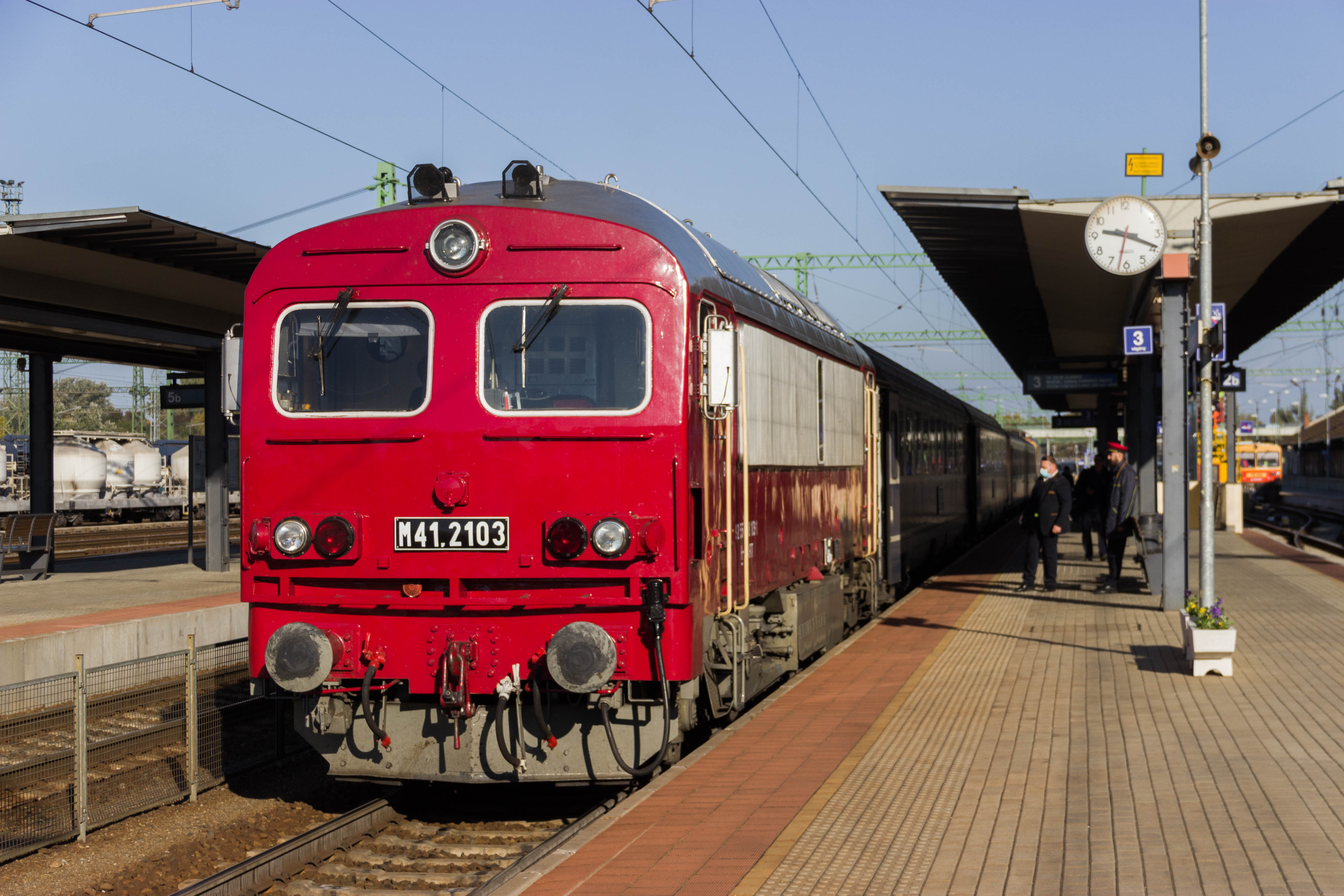
M41 2103 Békéscsabán

Az M41-es sorozat létrejöttének 30. évfordulójára a székesfehérvári, 2143-as pályaszámú gépet a klasszikus, piros-szürke színekre festették át, és megkapta az eredeti, fém pályaszámtáblát is. A mozdony azóta másik retró gúnyát visel, a jelenlegi festése a flottaszín, és a pályaszám mellett önkényuralmi viták elkerülése végett szürke csillaggal. Az ő első retró festését 2022-től az M41 2112-es pályaszámú gép viseli, melyen már korhű ez a színvilág.
A 2103-as pályaszámú gép 2017-es békéscsabai leállítása után, 2019 tavaszán elkerült Dombóvárra, ahol egy gyári, telipiros fényezést kapott. Miután a mozdony lefényezve visszakerült Békéscsabára, az ottani vezetés nem volt megelégedve a munkával, így a dolgozók önerőből újrafényezték a gépet. A festés nyár végére elkészült, így megjelent számos mozdonybemutatón, majd sikeres futópróba után megkezdte mindennapi tevékenységét Békéscsaba környékén személy- és tehervonatok élen egyaránt. Ezalatt a mozdonyra a Dombóváron készített pályaszám táblák helyére egy-egy eredeti került, majd az oldalán helyet kaptak a fényezéshez dukáló, címeres, festetlen pályaszám táblák is, így befejezettnek mondható lett. A mozdony 2020 nyarán részt vett az észak-balatoni retró hétvégéken.

## Becenevek

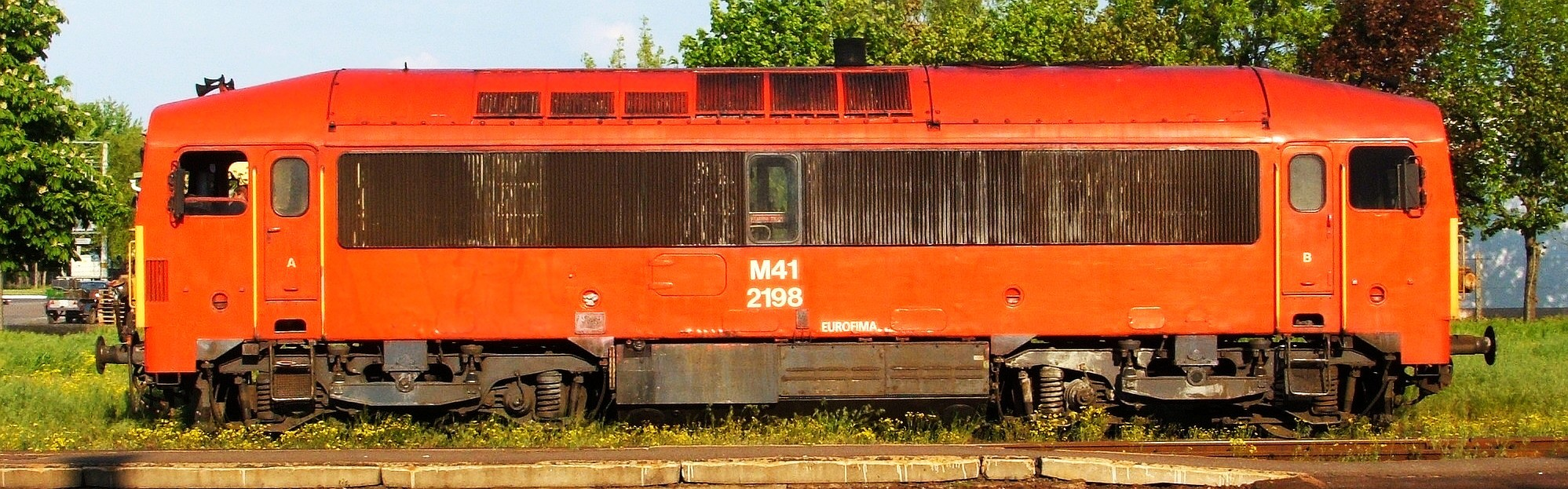
A mozdony oldalprofilból (Rojtoska)

A típus fénykorában, az 1980-as és az 1990-es években sok mozdonyon állandóra beosztott masiniszták dolgoztak, akik szorgalmas üzemeltetési kultúrával vigyáztak a munkaeszközükre. A szolgálatban eltöltött idejük során a legtöbb gép ekkor kapta a nem hivatalos becenevét. Ezeket az alábbi táblázat foglalja össze:
| Pályaszám (eredeti) | Pályaszám (új) | Becenév                                                                                               |
| ------------------- | -------------- | --- |
| M41 2101            |                | Challenger                                                                                            |
| M41 2103            | 418 103        | Kishármas                                                                                             |
| M41 2105            | 418 105        | Kisötös                                                                                               |
| M41 2106            | 418 106        | Kishatos                                                                                              |
| M41 2118            | 418 118        | Dél-Alföld Csillaga                                                                                   |
| M41 2119            | 418 326        | Kormoska                                                                                              |
| M41 2122            | 418 122        | Vibrátor                                                                                              |
| M41 2123            |                | Szépség                                                                                               |
| M41 2126            | 418 126        | Jolánka                                                                                               |
| M41 2128            | 418 128        | Bendegúz                                                                                              |
| M41 2132            |                | Gyémántkerekű                                                                                         |
| M41 2137            | 418 303        | Delux                                                                                                 |
| M41 2140            | 418 140        | Motorka                                                                                               |
| M41 2141            | 418 332        | Rugi                                                                                                  |
| M41 2142            | 418 142        | Ferrari                                                                                               |
| M41 2143            | 418 143        | Csíkoska (a sorozat alacsonyabb pályaszámú mozdonyainak eredeti festésével azonos színvilága miatt)   |
| M41 2144            |                | Füstifecske                                                                                           |
| M41 2145            | 418 145        | Szutyok                                                                                               |
| M41 2149            | 418 149        | Gurgula                                                                                               |
| M41 2150            | 418 150        | Filmsztár (az Európa expressz című filmben vontatta a bécsi expresszt)                                |
| M41 2151            | 418 317        | Szent Tehén, Rezes Archiválva 2020. november 8-i dátummal a Wayback Machine-ben                       |
| M41 2152            | 418 152        | Fényeske Archiválva 2020. november 8-i dátummal a Wayback Machine-ben                                 |
| M41 2154            | 418 154        | Mustáros                                                                                              |
| M41 2164            | 418 164        | Harmatka (volt 2121)                                                                                  |
| M41 2171            | 418 171        | Gyöngyszem                                                                                            |
| M41 2172            | 418 172        | Baba                                                                                                  |
| M41 2175            | 418 175        | Bitang                                                                                                |
| M41 2176            | 418 330        | Gyilkos                                                                                               |
| M41 2177            | 418 177        | Okoska                                                                                                |
| M41 2178            | 418 178        | Katapult                                                                                              |
| M41 2187            | 418 187        | Mormogi Archiválva 2020. november 8-i dátummal a Wayback Machine-ben                                  |
| M41 2195            |                | Kálmán                                                                                                |
| M41 2196            | 418 312        | Jumbó                                                                                                 |
| M41 2197            | 418 197        | Lajhár                                                                                                |
| M41 2198            | 418 198        | Rojtoska Archiválva 2020. november 8-i dátummal a Wayback Machine-ben                                 |
| M41 2202            | 418 202        | Nagykettes                                                                                            |
| M41 2203            | 418 203        | Görög (a legenda szerint eredetileg görög exportra gyártották, ez azonban nem felel meg a valóságnak) |
| M41 2205            | 418 306        | Gizi                                                                                                  |
| M41 2211            | 418 211        | Fürdős                                                                                                |
| M41 2213            |                | Müszike                                                                                               |

## Forgalom
Az M41 sorozat által vontatott személyvonatok az alábbi viszonylatokon közlekednek (utoljára frissítve 2024. február):
| Kiinduló állomás | Célállomás    | Vonal              | Típus                                  | Időszak                               |
| ---------------- | ------------- | ------------------ | -------------------------------------- | ------------------------------------- |
| Győr             | Celldömölk    | 10                 | személyvonat, InterRégió               | naponta, vasárnap 1 IR Győr felé      |
| Győr             | Kaposvár      | 10, 25, 26, 30, 36 | InterRégió                             | nyári hétvégén 2 pár                  |
| Győr             | Veszprém      | 11                 | személyvonat                           | naponta                               |
| Balatonfüred     | Tapolca       | 29                 | személyvonat, expresszvonat, InterCity | naponta                               |
| Nagykanizsa      | Pécs          | 30, 60             | személyvonat, InterRégió               | naponta                               |
| Pécs             | Magyarbóly    | 65                 | személyvonat                           | időszakos                             |
| Debrecen         | Nyírábrány    | 105                | személyvonat, EuroCity                 | napi 2 pár                            |
| Füzesabony       | Balmazújváros | 108                | sebesvonat                             | nyáron naponta                        |
| Zajta            | Debrecen      | 110, 113           | sebesvonat                             | vasárnap 1 Debrecen felé              |
| Fehérgyarmat     | Debrecen      | 110, 113           | személyvonat                           | naponta                               |
| Tiborszállás     | Debrecen      | 110, 115           | személyvonat                           | vasárnap 1 pár                        |
| Szeged           | Gyula         | 128, 135           | személyvonat                           | vasárnap 1 pár                        |
| Szeged           | Békéscsaba    | 135                | személyvonat                           | naponta                               |
| Budapest-Nyugati | Lajosmizse    | 142                | S21-es személyvonat                    | hétköznap, vasárnap 3 Lajosmizse felé |

## Galéria

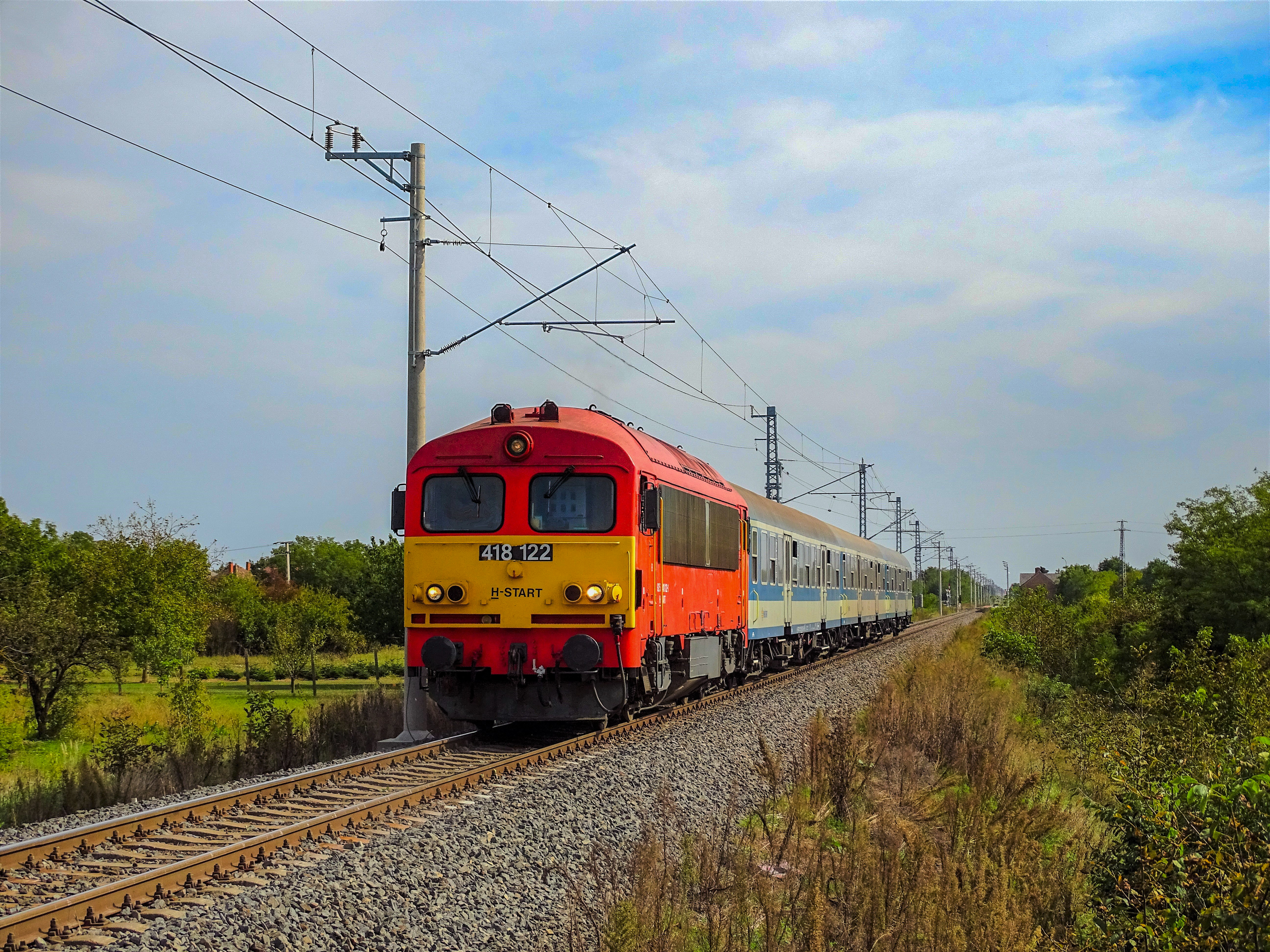
M41 2122 Pécs–Szombathely vonattal Gyöngyöshermánban
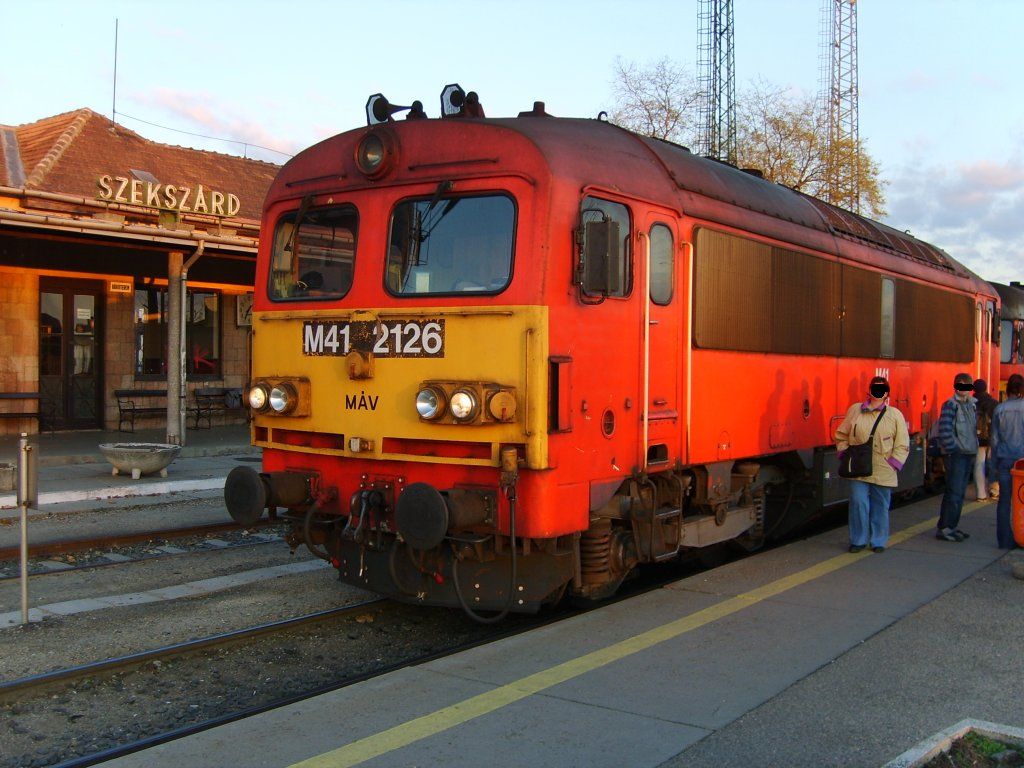
M41 2126 Szekszárdon (2006)
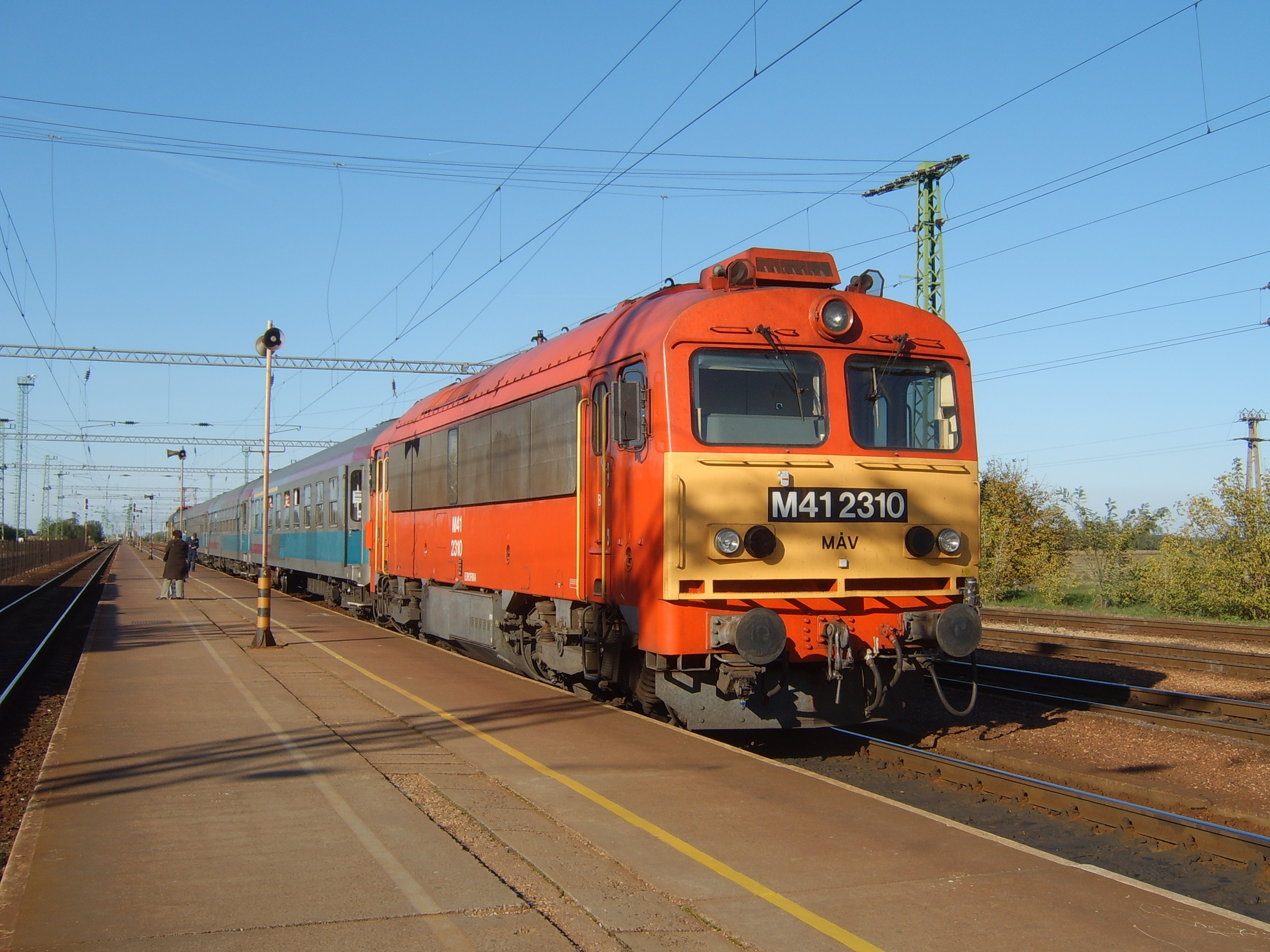
M41 2310 Bobán (2007)
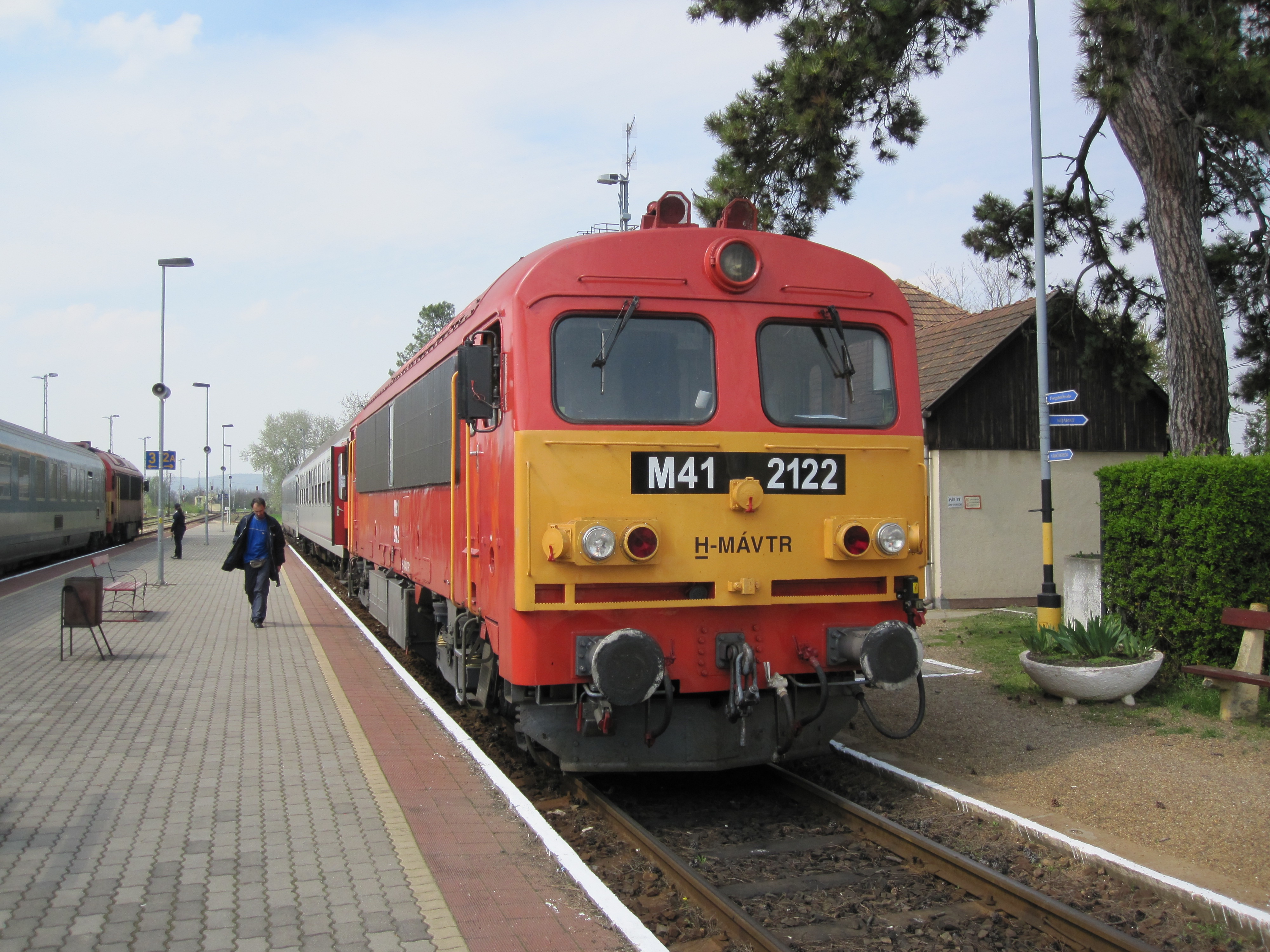
M41 2122 Magyarbólyon (2010)
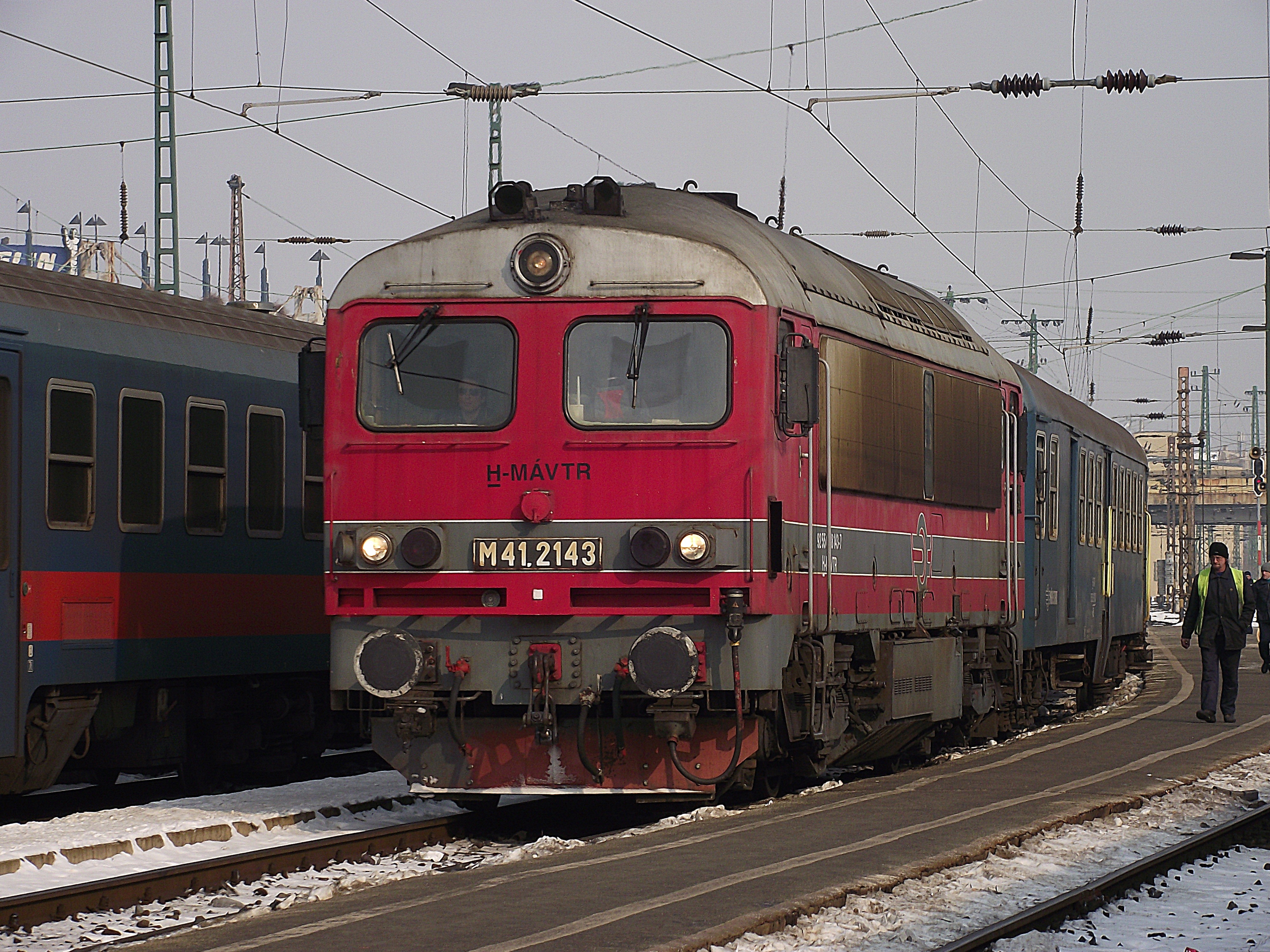
Székesfehérvár eredeti színtervű M41 2143-asa a Nyugati pályaudvaron (2012)
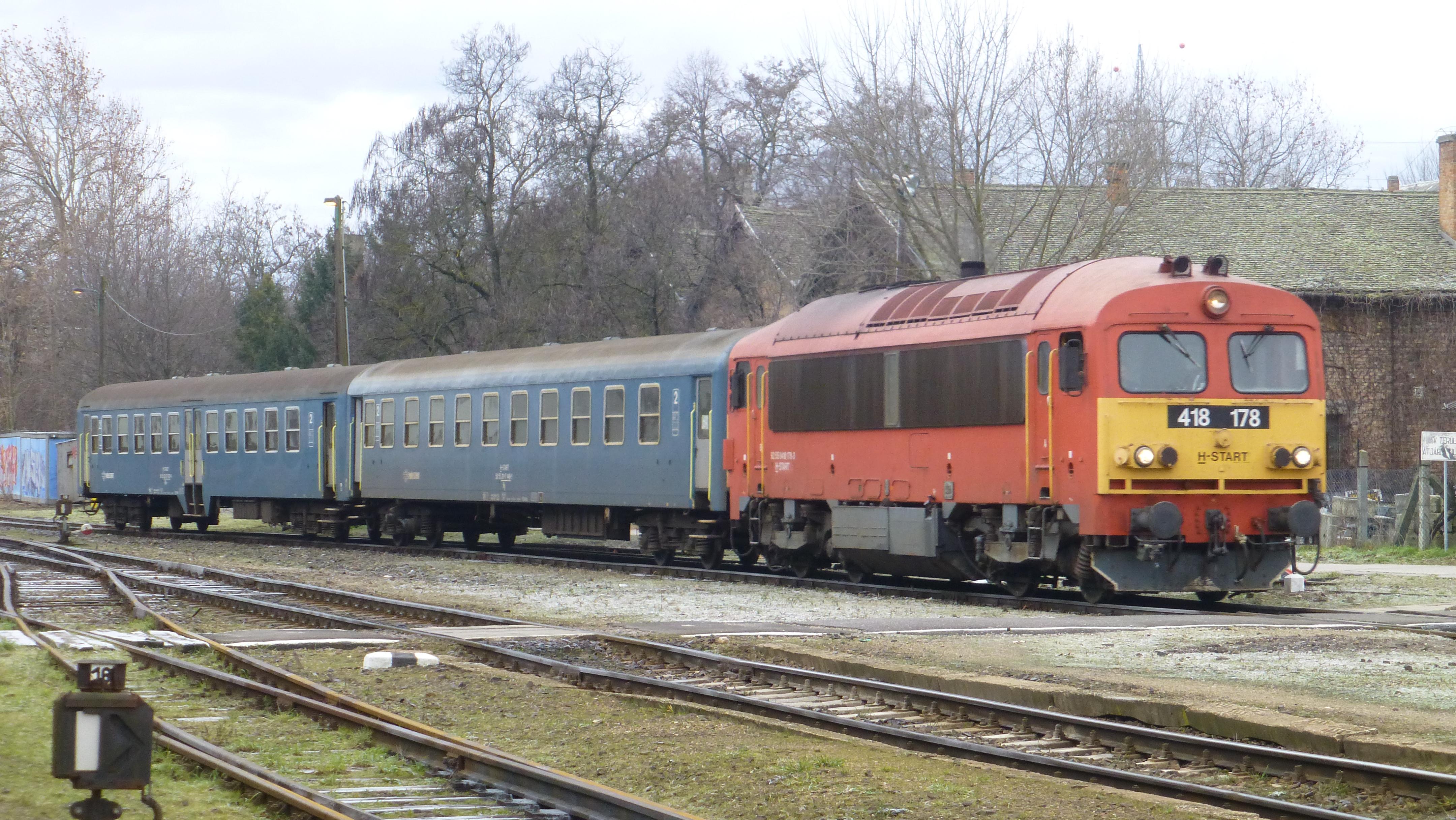
M41 2178  Szeged-Rókus állomáson (2015)
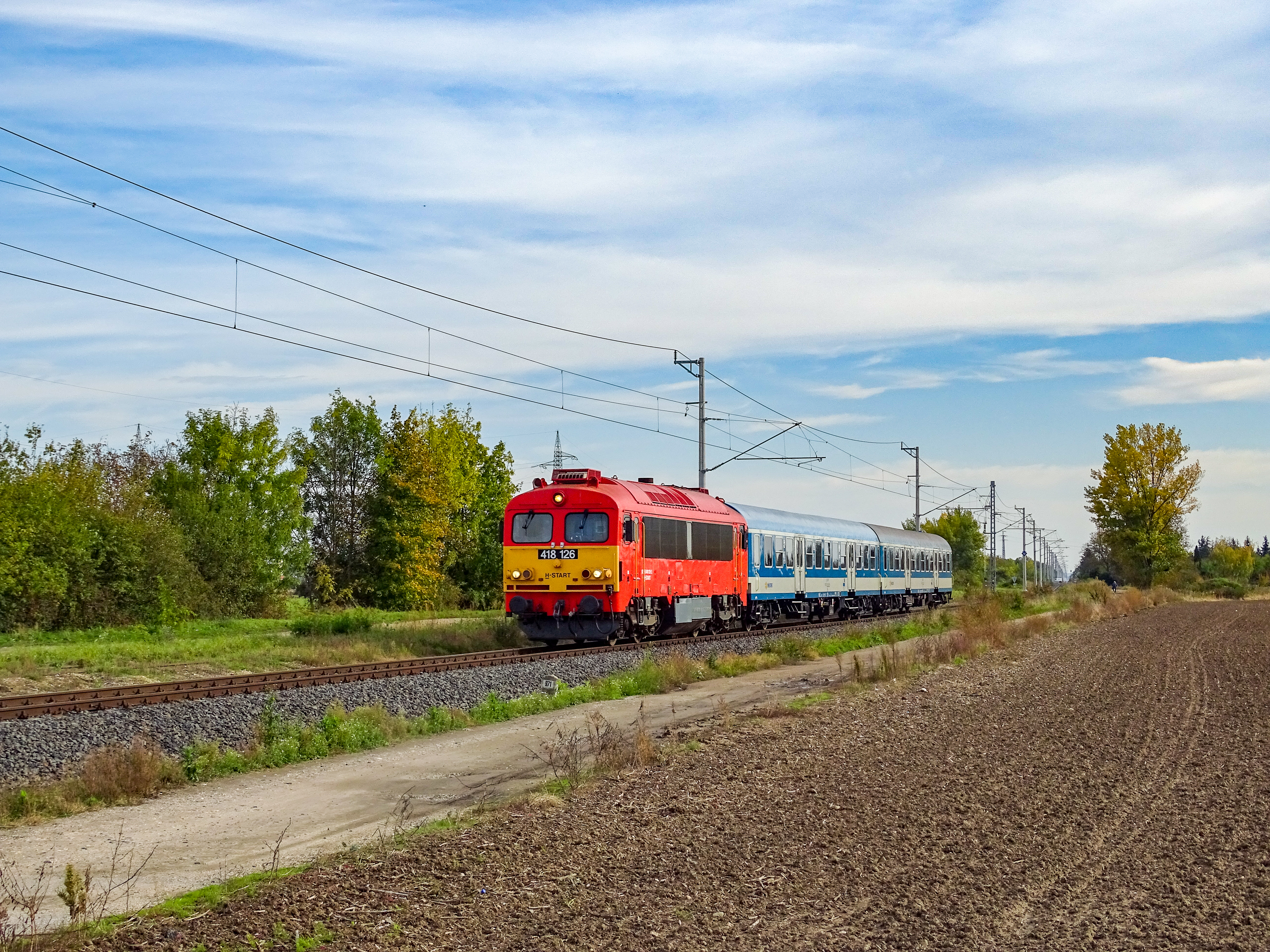
M41-2126 érkezik Szombathelyre (2020)
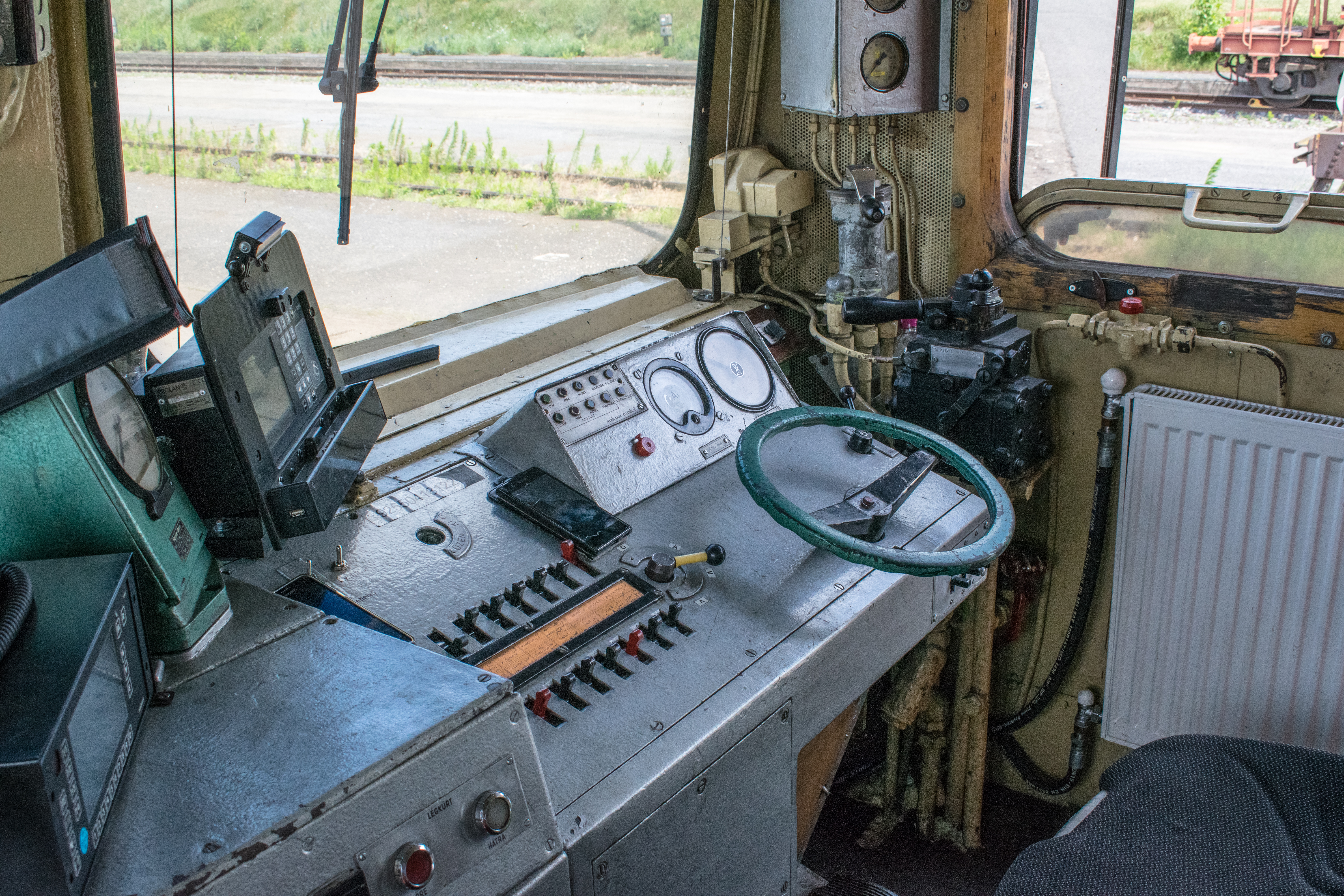
418 122 (hagyományos) mozdony vezetőállása (2020)
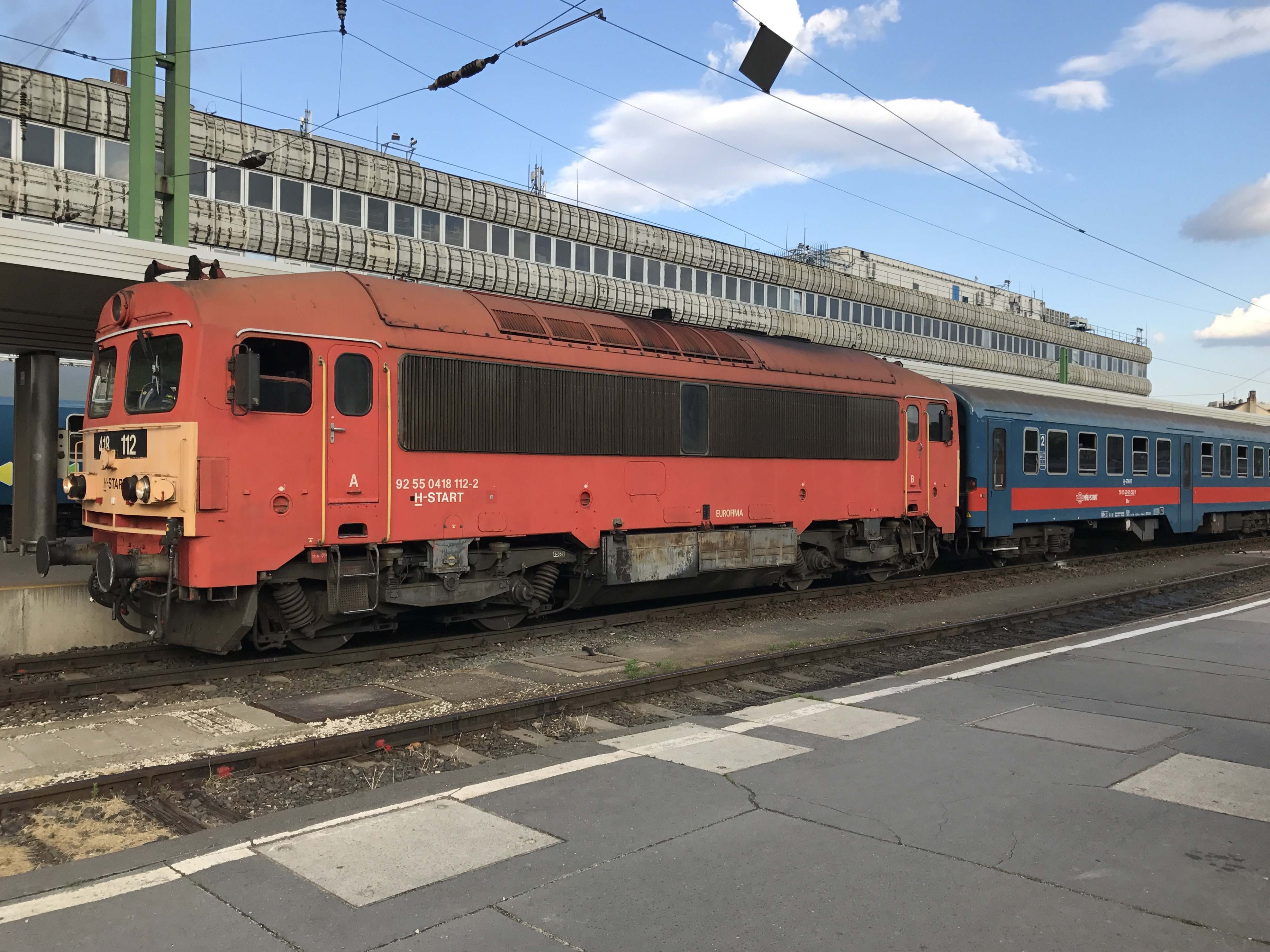
418 112 Budapest Déli pályaudvaron (2017)
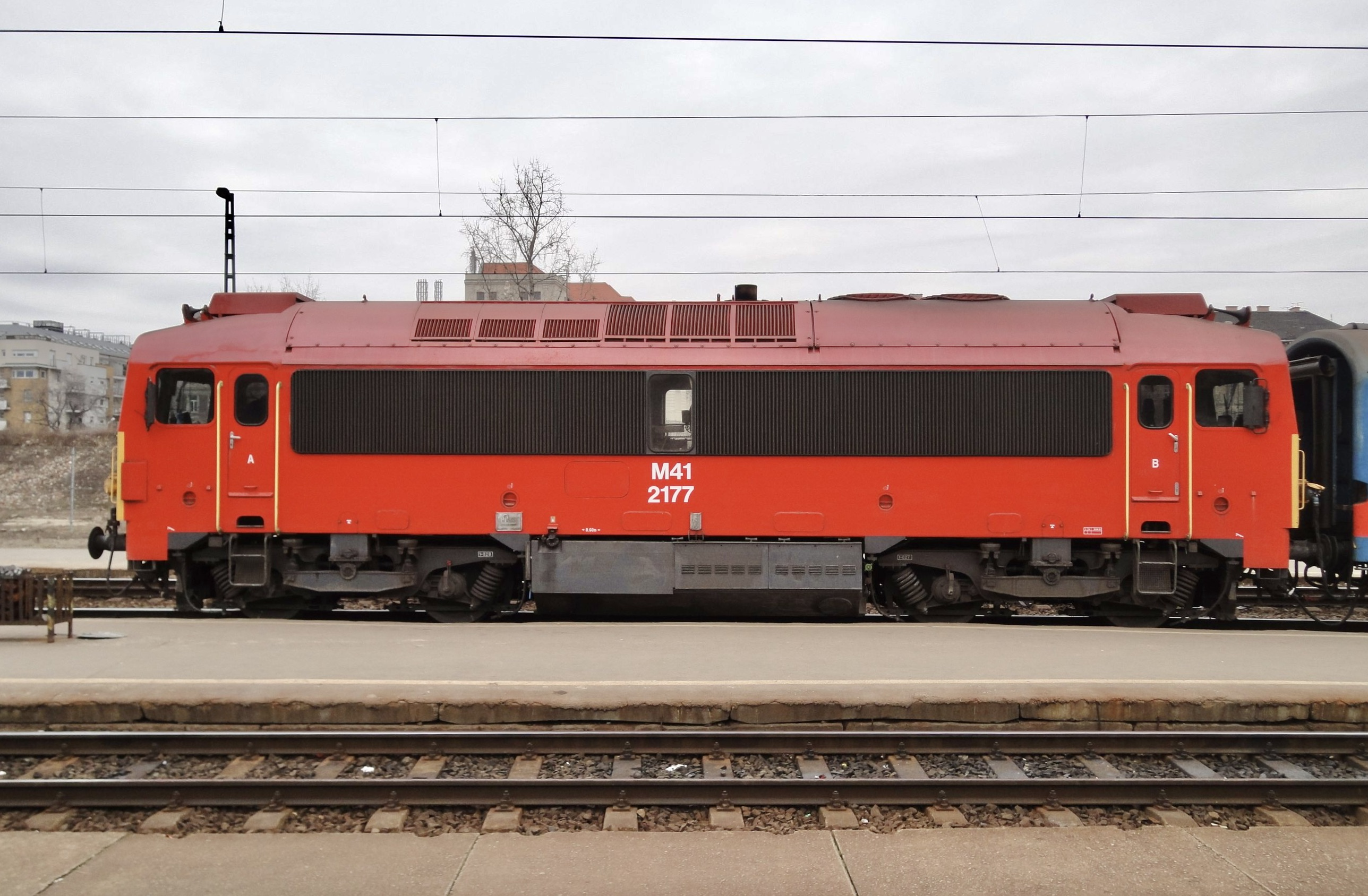
M41 2177 Budapest Nyugati pályaudvaron (2011)
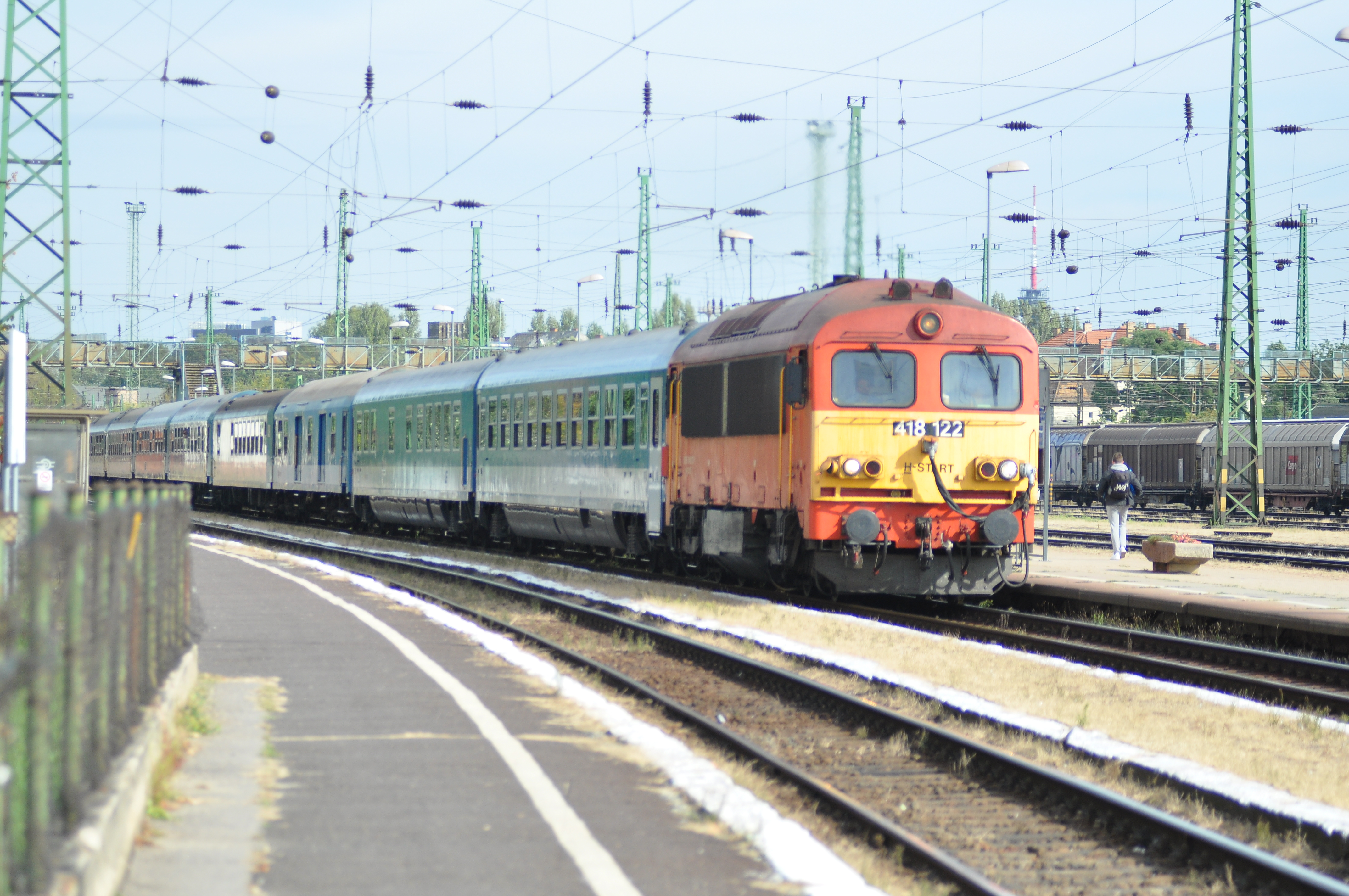
418 122 halad Ferencváros állomáson egy német különvonattal (2023)